# Richard Joseph

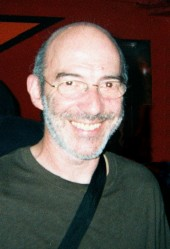
Richard Joseph 2002

Richard Joseph (* 23. April 1953; † 4. März 2007) war ein britischer Computerspiel-Musiker, Musiker und Tontechniker. Seine Karriere überspannte einen Zeitraum von knapp 20 Jahren, von den frühen Tagen des C64 und des Amiga bis zu erfolgreichen PC-Spiele-Soundtracks des frühen 21. Jahrhunderts.

## Biografie
Richard Joseph kam aus einer Künstlerfamilie. Sein Bruder Eddy war als Supervisor für den Ton u. a. bei Filmen wie Harry Potter und James Bond verantwortlich. Sein Bruder Pat ist Direktor von The Mill, welche einen Oscar für den Film Gladiator gewannen. Sein Neffe Alex ist ebenfalls Supervisor und sein Vater Teddy (1918–2006) war ein Produzent und arbeitete unter anderem an Filmen von John Schlesinger und Alfred Hitchcock mit.
Bevor er sich mit Spielen beschäftigte, hatte Joseph eine kurze Karriere in der Musikindustrie und arbeitete mit Künstlern wie Trevor Horn und Hugh Padgham. Joseph veröffentlichte ein Soloalbum bei EMI und war Mitglied der Gruppe CMU, welche zwei Alben bei Transatlantic veröffentlichte, bevor sie sich in die Jazz-Funk-Band Shakatak umwandelten.
Joseph gilt als Pionier der Spielvertonung. Er wurde dadurch bekannt, dass er erstmals „echte“ Sprecherstimmen in ein Spiel einbaute (Mega lo Mania), durch die früheste Benutzung von interaktiver Musik (Chaos Engine), seine Zusammenarbeit mit bekannten Musikern (Betty Boo bei Magic Pockets, Captain Sensible bei Sensible Soccer, Brian May bei Rise of the Robots und Jon Foxx bei Gods sowie Speedball 2) und die Benutzung von Vocals in Titelmusikstücken, was zu seiner Zeit revolutionär war.
In den späten 80er und frühen 90er Jahren produzierte er Soundtracks für die bekannten Spieleentwickler Sensible Software und die Bitmap Brothers. Er war auch verantwortlich für den Soundtrack der C64-Version des Hits Defender of the Crown. Er baute daraufhin Audio Interactive bei den Pinewood Filmstudios auf und half Electronic Arts, den BAFTA Award für den besten Ton 2000 für das Spiel Theme Park World zu gewinnen. Josephs eigener Soundtrack für Cannon Fodder GBA wurde im selben Jahr nominiert und ist bis heute der einzige kleinformatige Soundtrack, der je vom BAFTA nominiert wurde. Er produzierte Soundtracks für die Titel Republic: The Revolution und Evil Genius der Elixir Studios (beide erreichten Bafta-Nominierungen im Bereich Musik) und zog schließlich nach Frankreich, wo er eine Firma namens SoundTropez betrieb, welche moderne Soundtracks produzierte.
Nachdem bei ihm Lungenkrebs diagnostiziert wurde, starb er am 4. März 2007 an dieser Krankheit.

### Artikel und Interviews
- C64.COM Audio-Interviews
- Remix64 Interview
- Idlethumbs Interview (Memento vom 14. März 2007 im Internet Archive)
- Gamespot Interview
- Gamemusic-Artikel (Memento vom 26. Februar 2008 im Internet Archive)
- Gulli

| Personendaten    | Personendaten                    |
| ---------------- | -------------------------------- |
| NAME             | Joseph, Richard                  |
| KURZBESCHREIBUNG | britischer Computerspiel-Musiker |
| GEBURTSDATUM     | 23. April 1953                   |
| STERBEDATUM      | 4. März 2007                     |